# La Unión (miasto w Salwadorze)
La Unión (znane również jako  Ciudad de la Unión, San Carlos de la Unión) – miasto we wschodnim Salwadorze, położone nad zatoką La Unión (hiszp. Bahía La Unión), częścią zatoki Fonseca (Golfo de Fonseca), w odległości 185 km na wschód od stolicy kraju San Salvadoru. Miasto położone jest u stóp wygasłego wulkanu Conchagua (1225 m n.p.m.). Ośrodek administracyjny departamentu La Unión.
Ludność (2007): 18,0 tys. (miasto), 34,0 tys. (gmina).
La Unión to jeden z trzech głównych (obok La Libertad i Acajutla) portów morskich Salwadoru. Stanowi port wywozu kawy, cukru i bawełny. Rozwinięty przemysł spożywczy i rybołówstwo (również połów żółwi). Kilkanaście kilometrów na wschód od miasta przebiega Droga Panamerykańska.